# Jack Ham
Jack Raphael Ham Jr. (Johnstown, 23 dicembre 1948) è stato un giocatore di football americano, di nazionalità statunitense, che ha giocato nel ruolo di linebacker per l'intera carriera con i Pittsburgh Steelers della National Football League (NFL) con cui ha vinto 4 Super Bowl negli anni settanta. È considerato uno dei migliori linebacker della storia della lega ed è stato inserito nella Pro Football Hall of Fame nel 1988.

## Carriera professionistica

### Pittsburgh Steelers
Ham fu selezionato dai Pittsburgh Steelers nel corso del secondo giro (34º assoluto) del Draft NFL 1971. Già nella sua stagione da rookie conquistò il posto di linebacker sinistro titolare. Fu inserito sei volte nella prima formazione ideale della stagione All-Pro e fu convocato per otto Pro Bowl consecutivi. Fu nominato miglior outside linebacker di tutti i tempi da un consorzio di giornalisti sportivi professionisti battendo Lawrence Taylor. Ham era dotato di una grandissima velocità: secondo l'allenatore degli Steelers Chuck Noll e il compagno di squadra Andy Russell è stato "il più veloce Steeler a correre le prime 10 yard, compresi wide receiver e running back", e questo in una squadra che includeva John Stallworth, Lynn Swann e Frank Lewis. Fu uno dei pochi outside linebacker che poteva giocare nella difesa sui passaggi al livello delle migliori safety della NFL. Anche se era un feroce colpitore, era conosciuto per essere un giocatore difficile da ingannare in campo e che raramente si faceva trovare fuori posizione. Maxie Baughan, un altro ex grande linebacker della NFL disse di Ham: "È uno dei giocatori più intelligenti ad aver giocato in quella posizione. Era capace di prevedere le giocate, non si poteva ingannarlo facilmente."
Le statistiche di Ham in carriera includono 25 sack, 21 fumble recuperati e 32 intercetti (anche se la cifra dei sack non è ufficiale dal momento che la NFL iniziò a tenerne conto a livello statistico a partire dall'ultima stagione di Ham, quindi ufficialmente conta solo 3 sack). Ham fu membro della squadra che vinse quattro Super Bowl durante i suoi dodici anni di carriera (anche se non disputò il Super Bowl XIV a causa di un infortunio alla caviglia), tutti trascorsi con gli Steelers.

## Palmarès

### Franchigia
- Super Bowl : 4

Pittsburgh Steelers: IX, X, XIII, XIV
- American Football Conference Championship: 4

Pittsburgh Steelers: 1974, 1975, 1978, 1979

### Individuale
- (8) Pro Bowl   (1973, 1974, 1975, 1976, 1977, 1978, 1979, 1980)
- (6) First-team All-Pro (1974, 1975, 1976, 1977, 1978, 1979)
- (2) Second-team All-Pro (1973, 1980)
- Formazione ideale del 75º anniversario della National Football League
- Formazione ideale del 100º anniversario della National Football League
- Formazione ideale della NFL degli anni 1970
- Pro Football Hall of Fame (dal 1988)
- Classificato al #60 tra i migliori cento giocatori di tutti i tempi da NFL.com